# Cneu Fúlvio Máximo Centúmalo
Cneu Fúlvio Máximo Centúmalo (em latim: Gnaeus Fulvius Maximus Centumalus) foi um político da gente Fúlvia da República Romana eleito cônsul em 298 a.C. com Lúcio Cornélio Cipião Barbato. Ele ou um filho dele foi ditador em 263 a.C..

## Primeiros anos
Era membro da gente plebeia Fúlvia. Ele aparece pela primeira vez em 302 a.C., servindo como legado nas campanhas do ditador Marco Valério Corvo na guerra contra os etruscos.

## Consulado (298 a.C.)
Em 298 a.C., Ápio Cláudio Cego e Públio Sulpício se tornaram interreges por razões desconhecidas. Sulpício realizou uma eleição, que elegeu Lúcio Cornélio Cipião Barbato e Cneu Fúlvio Máximo Centúmalo. Os lucanos falaram perante o Senado para reclamar que os samnitas estavam devastando seu país e pediram a proteção de Roma em troca de um tratado e reféns. O Senado concordou depois de algumas deliberações e enviou embaixadores para pedir que os samnitas se retirassem da Lucânia. Encontrando o exército samnita, os embaixadores foram informados que se levassem essa demanda até Sâmnio sairiam com vida; consequentemente, o Senado declarou guerra. No sorteio para decidir qual o cônsul que lideraria qual a campanha, Barbato foi o escolhido para ir para a Etrúria e Centúmalo deu início às hostilidades da Terceira Guerra Samnita.
Os romanos venceram os samnitas em Boviano e, pouco depois, capturaram Aufidena. Retornando a Roma, Cneu Fúlvio ganhou um triunfo.
Porém, os Fastos Triunfais indicam que ele recebeu triunfos por suas vitórias tanto em Sâmnio quanto na Etrúria enquanto Frontino afirma que ele esteve na Lucânia. Para complicar ainda mais o assunto, o epitáfio de Lúcio Cornélio indica que foi ele que venceu em Sâmnio, provavelmente neste ano. Segundo o historiador S. P. Oakley, Lívio provavelmente confundiu os teatros de operações e Centúmalo teria, na realidade, vencido em suas lutas contra os sabinos.

## Anos seguintes
Em 295 a.C., no auge da guerra, Centúmalo foi um de vários ex-cônsules nomeados propretores ocupando a posição como um "privatus cum imperio" à frente de vários exércitos. Centúmalo e suas legiões foram estacionadas em território falisco com ordens de defender a passagem ao longo do Tibre e manter as linhas de comunicação abertas entre os exércitos ofensivos e Roma. Problemas na frente de batalha fizeram com que os cônsules ordenassem que Centúmalo marchasse com Lúcio Postúmio Megelo contra Clúsio, uma tática que visava forçar os etruscos a recuarem suas forças para longe de Sentino. Enquanto Megelo foi enviado de volta a Roma, Centúmalo invadiu a Etrúria e passou a devastar o território. Quando as cidades de Clúsio e Perúsia enviaram exércitos para acabar com a sua tática destrutiva, Centúmalo rapidamente derrotou-as. Depois disto e da decisiva vitória romana na Batalha de Sentino, Centúmalo foi também convocado a Roma e seu exército foi debandado.
A menção final a Centúmalo foi seu anúncio como ditador "clavi figendi causa", em 263 a.C., logo depois do início da Primeira Guerra Púnica, para realizar o ritual no qual se pregava o clavus annalis. Sua tarefa era mobilizar os recursos do estado para permitir a criação de uma marinha, necessária se os romanos pretendiam levar com sucesso a guerra até Cartago. Quinto Márcio Filipo foi seu mestre da cavalaria (magister equitum).